# Ormosia fugitiva
Ormosia fugitiva är en tvåvingeart som beskrevs av Alexander 1935. Ormosia fugitiva ingår i släktet Ormosia och familjen småharkrankar. Inga underarter finns listade i Catalogue of Life.